# Schizopera varnensis
Schizopera varnensis är en kräftdjursart som beskrevs av Apostolov 1967. Schizopera varnensis ingår i släktet Schizopera och familjen Diosaccidae. Inga underarter finns listade i Catalogue of Life.